# Hengconarius exilis
Espèce
Synonymes
- Draconarius exilis Zhang, Zhu & Wang, 2005

Hengconarius exilis est une espèce d'araignées aranéomorphes de la famille des Agelenidae.

## Distribution
Cette espèce est endémique du Sichuan en Chine,. Elle se rencontre dans le xian de Jiuzhaigou.

## Description
Le mâle holotype mesure 8,06 mm et la femelle paratype 8,98 mm.
Le mâle décrit par Li, Zhao, Zhang et Li en 2018 mesure 11,58 mm et la femelle 9,28 mm.

## Publication originale
- Zhang, Zhu & Wang, 2005 : Draconarius exilis, a new species of coelotine spider from China (Araneae, Amaurobiidae). Zootaxa, no 1057, p. 45-50.